# スティーヴ・ビズレー
スティーヴ・ビズレー（Steve Bisley、1950年12月26日 - ）は、オーストラリアの俳優。

## 主な出演作品
- 華麗なるギャツビー（ダン・コーディ）
- レッド・ヒル
- 海鷹　-UMITAKA-
- イン ザ レッド
- ロマンシング・クイーン
- ハードショット
- 愛をゆずった女
- 南十字星（フォールス）
- チェーン・リアクション（ラリー）
- マッドマックス（ジム・グース）
- メル・ギブソンの 青春グラフィティ